# Schering

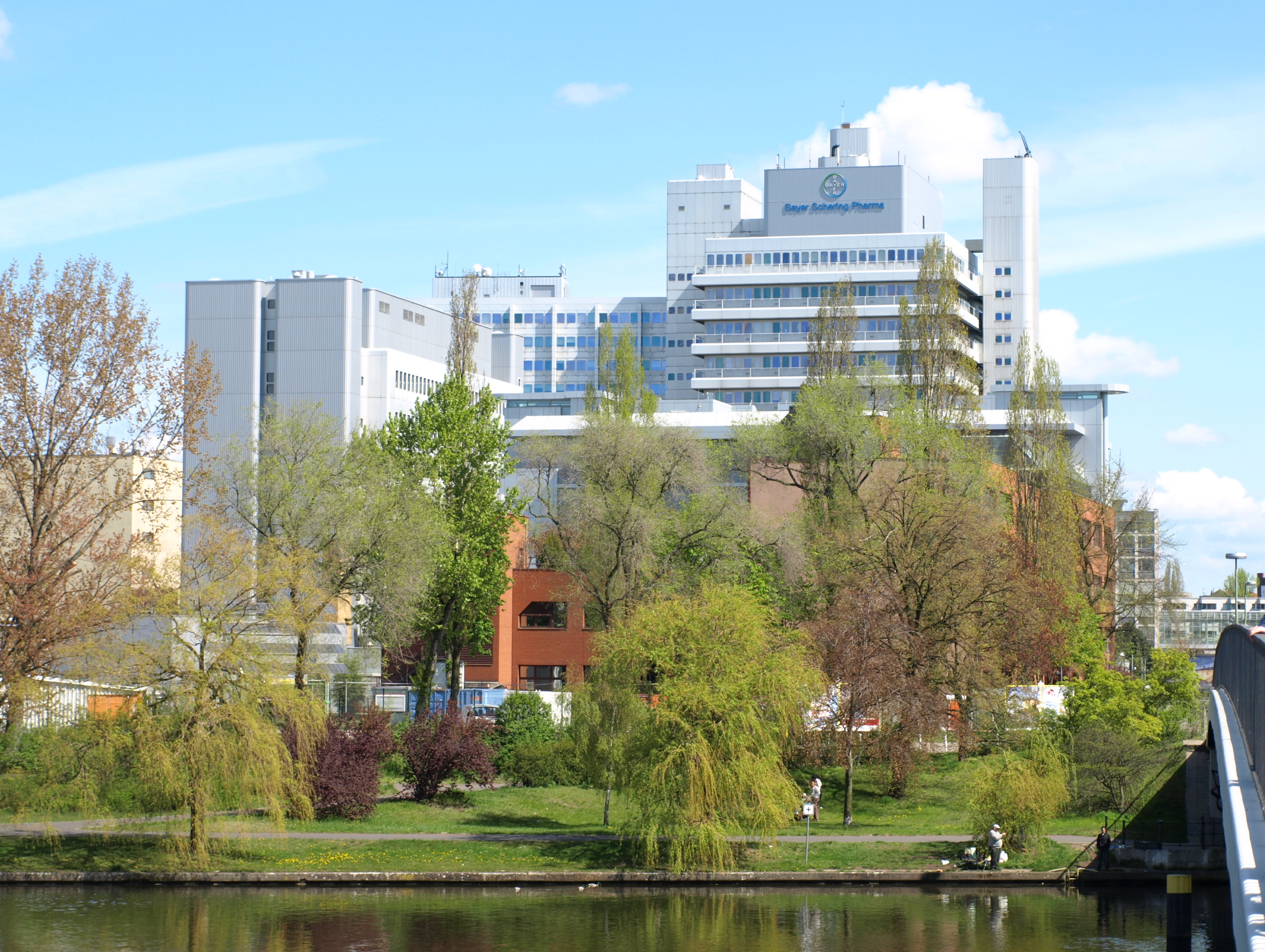
Sede centrale della Schering AG, ora Bayer HealthCare Pharmaceuticals, a Berlino

Schering AG è stata una industria farmaceutica multinazionale tedesca operativa dal 1851 al 2006, quando venne acquisita dalla Bayer. La Schering era quotata alla Borsa di Francoforte e giunse ad avere 26.000 dipendenti.
La compagnia farmaceutica Americana Schering-Plough, che si è fusa con la Merck & Co. nel 2009, era originariamente la sussidiaria americana della Schering.

## Storia
Venne fondata nel 1851 da Ernst Schering (1824-1889) con sede centrale a Wedding, un sobborgo di Berlino (Berlino Ovest durante il periodo del muro) e si fuse con la Bayer nel 2006.
Al momento della fusione, impiegava più di 26000 dipendenti in 140 filiali nel mondo, con un fatturato lordo di circa 5 miliardi di Euro.
Le aree coperte da farmaci erano la ginecologia, l'andrologia, la sclerosi multipla, l'oncologia e gli agenti di contrasto. I prodotti più noti erano probabilmente le pillole contraccettive e il  Betaferon, un Interferone beta-1b.
Nel marzo 2006, la Merck KGaA lanciò un'offerta di 14.6 miliardi di Euro per l'acquisto della Schering. La Bayer rispose con un'offerta cavaliere bianco ed in luglio acquisì la maggioranza delle azioni per la stessa cifra. Nel 2007, le due società si fusero dando vita alla Bayer Schering Pharma, che venne rinominata Bayer HealthCare Pharmaceuticals nel 2011.
L'acquisizione della Schering fu il più grosso acquisto nella storia della Bayer e fino al 2015 questa operazione è una delle dieci fusioni più grandi nell'industria farmaceutica